# 韦伯斯特城
韦伯斯特城（Webster City）是美国艾奥瓦州汉密尔顿县的城市和县城。2010年美国人口普查时人口为8070人。韦伯斯特市被称为“布恩河国家”，因为布恩河沿着城市的东边蜿蜒而过。